# Joseph Barth (Politiker)
Joseph Barth war ein bayerischer Politiker.
Barth war ein römisch-katholischer, in Freising ansässiger Brauer und Landwirt. Von 1825 bis 1828 gehörte er als Abgeordneter der Klasse IV der Kammer der Abgeordneten des bayerischen Ständeversammlung an.